# Muntanyes d'Ordal
Les muntanyes d'Ordal o serra d'Ordal és una serra que és compartida entre diversos municipis de la comarca de l'Alt Penedès, amb una elevació màxima de 653 metres (Puig d'Agulles). El seu nom el deu al poble d'Ordal. Aquesta serralada s'estén de nord a sud, des del municipis de Vallirana i Cervelló, al Baix Llobregat, passant per Gelida, Subirats i Olesa de Bonesvalls, a l'Alt Penedès.

## Protecció
Es tracta d'un espai natural que conserva moltes de les característiques del massís del Garraf i en constitueix la prolongació natural cap a l'interior, en contacte amb la depressió del Penedès. De manera general, aquests dos espais (el Garraf i Ordal) es podrien considerar com una sola unitat. L'existència, però, de trets diferencials prou notables entre l'un i l'altre justifica de considerar-los com a espais naturals individualitzats.
Per la seva situació geogràfica, més interior que el Garraf, el paisatge presenta caràcters particulars amb algunes unitats no representades a les terres properes. Cal remarcar la diversitat de la vegetació rupícola, amb algunes espècies de notable singularitat, i també alguns fragments de vegetació humida de caràcter centreeuropeu, que contrasten manifestament amb la vegetació mediterrània dominant. S'ha de remarcar l'interès de la fauna invertebrada i, en especial, de la cavernícola, amb nombrosos elements singulars.
La situació d'Ordal, molt propera a importants àrees urbanes, determina en aquest espai un cert grau de fragilitat i augmenta l'interès per conservar-lo.

## Medi físic
El massís d'Ordal és format per un sistema càrstic amb masses de calcàries mesozoiques i dipòsits de sediments marins, que donen cos a un relleu calcari ben característic.
A diferència del Garraf, els materials silicis més antics afloren amb més freqüència a l'extrem nord-est, en contacte amb la depressió del Llobregat-Penedès. Cal assenyalar l'interès edafològic dels sòls vermells relictes del peu de serra septentrional, que s'alternen amb loess i crostes calcàries.
Aquest espai inclou també els penya-segats de Cervelló: àrea de petites dimensions, representativa del paisatge dels terrenys silicis d'aquest territori, que contrasta singularment amb gran part del territori constituït sobre materials carbonatats. És una bona mostra dels sistemes naturals d'aquest medi, que han sofert una forta regressió en els últims anys a conseqüència de l'acció antròpica.
Els penya-segats de Cervelló constitueixen un espai de notable singularitat, caracteritzat pels materials silicis triàsics del Buntsandstein i els afloraments de calcàries del Muschelkalk, que determinen formes de relleu molt particulars i de notable interès paisatgístic. L'Espai Natural Protegit de les Muntanyes d'Ordal va ser incorporat al PEIN pel Decret 328/1992, pel qual s'aprovava el PEIN.
Aquest espai va ser declarat per primera vegada com a Lloc d'Importància Comunitària (LIC) el 1997, com a Zona d'especial protecció per a les aus (ZEPA) el 2005 i, posteriorment, va ser ampliat com a espai Natura 2000 mitjançant l'Acord del Govern 112/2006, de 5 de setembre, que va aprovar la xarxa Natura 2000 a Catalunya.

## Biodiversitat
La funció principal dels espais naturals protegits de Catalunya és conservar mostres representatives de la fauna, la flora i els hàbitats propis del territori, de manera que es puguin desenvolupar els processos ecològics que donen lloc a la biodiversitat (l'àmplia varietat d'ecosistemes i éssers vius: animals, plantes, els seus hàbitats i els seus gens).
Aquest Espai natural té una vegetació rupícola amb algunes espècies singulars, i també alguns fragments de vegetació humida de caràcter centreeuropeu que contrasten acusadament amb la vegetació mediterrània dominant. S'ha de remarcar l'interès de la fauna invertebrada i, en especial, de la cavernícola, que conté nombrosos elements singulars.

### Vegetació i flora
A causa de la seva situació geogràfica, més interior que el Garraf, amb un clima xerotèric no tan acusadament marítim i l'alternança més gran dels materials calcaris i silicis, el paisatge presenta caràcters particulars, amb algunes unitats no representades a les terres properes.
Gairebé la pràctica totalitat del territori s'ha d'incloure en el domini de l'alzinar litoral (Quercetum ilicis gallo-provinciale), tot i que l'alzinar climàcic hi és força rar i és substituït per comunitats secundàries com les brolles Erico-Thymelaeetum tinctoriae i Cisto-Sarothamnetum catalaunici o garrigues (Quercetum cocciferae), a part de les comunitats rupícoles casmofítiques i cormofítiques, calcícoles i silicícoles.
Cal assenyalar la presència en aquest massís d'alguns fragments de vegetació humida, de caràcter centreeuropeu, que contrasten singularment amb la vegetació mediterrània dominant. Així, per exemple, als fondals apareixen petits retalls d'avellanosa amb falgueres (Polysticho-Coryletum) i de gatelleda (Carici-Salicetum catalaunicae); i hi ha alguns obacs amb fragments d'alzinar i roureda amb boix, de caràcter molt més frescal que la resta de vegetació dominant. Cal remarcar també la importància dels matollars termòfils amb càrritx (Ampelodesmos mauritanicus) que s'hi presenten.
En conjunt, doncs, el paisatge vegetal és format per un mosaic de comunitats, amb una marcada diversitat florística. Cal assenyalar l'alt interès biogeogràfic de les comunitats rupícoles permanents pròpies dels relleixos rocosos. En aquestes comunitats hi ha diverses espècies molt notables per a la flora catalana, algunes de les quals no es troben enlloc més de Catalunya i fins i tot d'Europa. Aquest és el cas de Crassula campestris, una petita planta herbàcia de caràcter paleotropical que té en aquest Espai la seva única localitat a Europa.

### Fauna
Les comunitats de vertebrats són les típiques d'aquest conjunt de serres litorals, amb espècies típicament forestals, com el teixó (Meles meles), l'esquirol (Sciurus vulgaris), el porc senglar (Sus scrofa), i d'altres més de caràcter rupícola, com la xixella (Columba oenas). Hi figuren també algunes espècies com l'hortolà (Emberiza hortulana) o el trobat (Anthus campestris).
Tal com passa al massís del Garraf, cal subratllar l'interès de la seva fauna invertebrada i, en especial, de la cavernícola, amb nombrosos elements singulars. En aquest sentit, l'Espai conté lepidòpters interessants com ara Euplagia quadripunctaria.

## Aspectes socioeconòmics[calcitació]
En aquest Espai hi tenen lloc algunes activitats extractives de roca calcària. D'altra banda, a les zones més baixes i planeres, s'hi cultiva la vinya i l'olivera. També s'hi porten a terme activitats silvícoles.
Els usos turístics i recreatius també són força comuns com, per exemple, el trànsit rodat de motos de cros, trial i quads. L'Espai conté algunes carreteres que el travessen, així com pistes forestals d'accés a masies disperses pel territori. També hi ha línies elèctriques.